# 波美拉尼亞的卡塔里娜
波美拉尼亞的卡塔里娜（德語：Katharina von Pommern，1390年—1426年3月4日），普法爾茨-諾伊馬克特伯爵約翰夫人。

## 家庭
- 約翰（1383-1443）：1407年結婚，羅馬人的國王魯普雷希特之子
  - 克里斯多福三世（1416-1448）：挪威、瑞典暨丹麥國王